# Doryphoribius mexicanus
Espèce
Doryphoribius mexicanus est une espèce de tardigrades de la famille des Isohypsibiidae.

## Distribution
Cette espèce est endémique d'Oaxaca au Mexique.

## Publication originale
- Beasley, Kaczmarek & Michalczyk, 2008 : Doryphoribius mexicanus, a new species of Tardigrada (Eutardigrada: Hypsibiidae) from Mexico (North America). Proceedings of the Biological Society of Washington, vol. 121, no 1, p. 34-40.